# Alfred Kastler
Alfred Kastler (ur. 3 maja 1902 w Guebwiller, zm. 7 stycznia 1984 w Bandol) – francuski fizyk, laureat nagrody Nobla w dziedzinie fizyki w roku 1966 „za odkrycie i rozwój optycznych metod badania rezonansu Hertza w atomach”.

## Życiorys
Ukończył École Normale Supérieure w Paryżu w roku 1921. Po zakończeniu studiów uczył fizyki w szkole średniej, a następnie był asystentem w Bordeaux Faculty of Science (1931–1936), wykładowcą w Clermont-Ferrand (1936–1938) i profesorem w Bordeaux (1938–1941). W roku 1941 (lata II wojny światowej) przez pewien czas przebywał w Paryżu, współorganizując nauczanie fizyki w Ecole Normale Superieure, o co prosił go Georges Bruhat. W roku 1952 wrócił do Paryża i otrzymał stanowisko wykładowcy w Paris Faculty of Sciences.
Wraz z Jeanem Brosselem prowadził badania w dziedzinie fizyki kwantowej i spektroskopii, wyjaśniając interakcje pomiędzy światłem a atomami. Inspiracje czerpał m.in. z książek Arnolda Sommerfelda i publikacji polskiego fizyka, Wojciecha Rubinowicza. W swoich eksperymentach używał techniki nazwanej przez siebie „optycznym pompowaniem”, łączyła ona elementy rezonansu optycznego i magnetycznego. Uzyskał wyniki, które pozwoliły na pełne zrozumienie działania laserów i maserów. Za wkład w rozwój metod optycznych w spektroskopii atomowej otrzymał w roku 1966 Nagrodę Nobla.
Został uhonorowany przyznaniem członkostwa wielu stowarzyszeń naukowych, m.in. w roku 1964 został członkiem honorowym Polskiego Towarzystwa Fizycznego, w roku 1967 – członkiem zagranicznym PAN, a w 1978 Królewskiej Holenderskiej Akademii Sztuk i Nauk. Utrzymywał kontakty z Wojciechem Rubinowiczem.
Od 1986 roku przyznawana jest Nagroda Gentnera-Kastlera.